# Ozicrypta lawlessi
Ozicrypta lawlessi is een spinnensoort uit de familie Barychelidae. De soort komt voor in Queensland.